# Ric Roman Waugh
Ric Roman Waugh, född 20 februari 1968 i Los Angeles i Kalifornien, är en amerikansk filmregissör, manusförfattare, producent, skådespelare och före detta stuntman. Han är känd för sitt arbete i filmerna Felon, Snitch och Shot Caller, som släpptes under åren 2008, 2013 och 2017. År 2019 skrev han även och regisserade den andra filmen Angel Has Fallen, som är den tredje delen i hela Has Fallen-serien. Han kommer även att skriva och regissera den fjärde delen Night Has Fallen, som i skrivande stund (januari 2025) inte har något officiellt premiärdatum.
Han är äldre bror till regissören Scott Waugh.

## Karriär
Waugh arbetade till en början som stuntutövare under 1980- och 1990-talet, och medverkade då i filmer som Universal Soldier, Den siste mohikanen, Den siste actionhjälten, Hard Target, The Crow, Gone in 60 Seconds, Dödligt vapen 2, Days of Thunder och The One. Han arbetade också som skådespelare i filmen Kuffs från 1992, med Christian Slater och Milla Jovovich i huvudrollerna.
Bland Waughs allra första filmer som regissör, märks Felon från 2008, vars stora huvudroll spelas av Val Kilmer. Han arbetade sedan därefter med skådespelaren Dwayne Johnson i filmen Snitch år 2013, och var dessutom i samtal om att regissera katastroffilmen Deepwater Horizon år 2012, fram tills en del förändringar inträffade i själva utvecklingsprocessen av filmen. År 2019 skrev och regisserade Waugh den tredje delen i filmserien Has Fallen, som fick den officiella titeln Angel Has Fallen. Han regisserade också en annan film, katastroffilmen Greenland, som släpptes i december 2020.

## Filmografi (i urval)
- 2008 – Felon
- 2013 – Snitch
- 2017 – Shot Caller
- 2019 – Angel Has Fallen
- 2020 – Greenland
- 2023 – Kandahar
- 2026 – Greenland: Migration

### Stuntinsatser
- 1989 – Tango & Cash
- 1990 – Days of Thunder
- 1991 – Hook
- 1992 – Kuffs
- 1992 – Den siste mohikanen
- 1992 – Bröderna Märx på operan
- 1993 – Den siste actionhjälten
- 1998 – Från jorden till månen (TV-serie)
- 2000 – Gone in 60 Seconds

### Skådespelarinsatser
- 1990 – Våra värsta år (TV-serie)
- 1992 – Kuffs